# Drosophila sechellia
Espèce
Drosophila sechellia est une espèce d'insectes diptères de la famille des Drosophilidae. Cette mouche appartient au même sous-groupe que Drosophila melanogaster. On la trouve dans certaines îles de l’archipel des Seychelles où leurs larves se développent dans les fruits du Morinda citrifolia (ou pomme chien). Cette plante sécrète des produits volatils toxiques pour l'ensemble des autres drosophiles, et Drosophila sechellia est donc la seule capable de vivre, pondre et se développer sur cette plante.
Le génome de Drosophila sechellia est entièrement séquencéet les informations relatives sont compilées dans FlyBase.

## Effets de la pollution sur la reproduction
Une étude menée par des scientifiques de Institut_Max-Planck_d'écologie_chimique de Iéna, sur les espèces de mouches drosophiles drosophila mauritiana, drosophila simulans, drosophila sechellia, drosophila melanogaster, a démontré que des concentrations d'ozone de 100ppb (parties par milliard) dans l'air, c'est a dire l'équivalent moyen des concentrations retrouvées en zone urbaine; modifient le cycle de reproduction des mouches en faisant baisser la production et l'émission de phéromones par les individus mâles, ce qui engendre un accouplement des femelles avec des individus mâles d'une autre espèce. Une stérilité des individus nés de ces accouplements inhabituels a part pour les individus nés d'accouplements entre les individus de l'espèce drosophila simulans avec ceux des espèces drosophila mauritiana et drosophila sechellia. Étant donné la persistance des concentrations en ozone dans l'air des zones urbaines, les scientifiques auteurs de l'étude prévoient à terme une mutation voir une disparition des espèces concernées du fait de la stérilité des individus nés de ces accouplements inter-espèces,.